# 额木庭高勒苏木
额木庭高勒苏木，是中华人民共和国内蒙古自治区兴安盟科尔沁右翼中旗下辖的一个乡镇级行政单位。

## 行政区划
额木庭高勒苏木下辖以下地区：
查干登基嘎查、二龙屯嘎查、图列吐嘎查、兴隆屯嘎查、新丰嘎查、吴龙宝嘎查、拉拉屯嘎查、兴安嘎查、巴彦敖包嘎查、霍林嘎查、车家营子嘎查、布拉格台嘎查、敖扎拉嘎嘎查、甲哈达嘎查、巴扎拉嘎嘎查和查干堡好嘎查。